# Елке Клейстерс
Елке Клейстерс (нар. 18 січня 1985) — колишня бельгійська тенісистка. Молодша сестра Кім Клейстерс. Найвищу одиночну позицію світового рейтингу — 389 місце досягла 15 вересня 2003, парну — 244 місце — 6 жовтня 2003 року.
Здобула 1 одиночний та 7 парних титулів туру ITF.
Завершила кар'єру 2004 року.

## Фінали ITF
| турніри $100,000 |
| турніри $75,000  |
| турніри $50,000  |
| турніри $25,000  |
| турніри $10,000  |

### Одиночний розряд: 4 (1–3)
| Результат | Ранг | Дата           | Турнір                        | Покриття | Суперниця         | Рахунок       |
| --------- | ---- | -------------- | ----------------------------- | -------- | ----------------- | ------------- |
| Поразка   | 1.   | 7 квітня 2003  | ITF Торре-дель-Греко, Італія  | Ґрунт    | Раффаелла Бінді   | 4–6, 2–6      |
| Поразка   | 2.   | 11 серпня 2003 | ITF Коксейде, Бельгія         | Ґрунт    | Ленка Снайдрова   | 4–6, 2–6      |
| Перемога  | 3.   | 1 травня 2004  | ITF Борнмут, Велика Британія  | Ґрунт    | Мелані Саут       | 3–,6 6–1, 6–2 |
| Поразка   | 4.   | 8 травня 2004  | ITF Единбург, Велика Британія | Ґрунт    | Катерина Кожокіна | 1–6, 4–6      |

### Парний розряд: 10 (7–3)
| Результат | Ранг | Дата             | Турнір                        | Покриття   | Партнерка         | Суперниці                          | Рахунок       |
| --------- | ---- | ---------------- | ----------------------------- | ---------- | ----------------- | ---------------------------------- | ------------- |
| Поразка   | 1.   | 21 серпня 2000   | ITF Вестенде, Бельгія         | Ґрунт      | Кароліне Мас      | Наташа Ґалауза Анаук Стерн         | 1–6, 0–6      |
| Перемога  | 2.   | 3 вересня 2001   | ITF Петанж, Люксембург        | Ґрунт      | Джеслін Г'юїтт    | Наталія Демиденко Кіка Гоґендорн   | 6–1, 6–3      |
| Перемога  | 3.   | 5 серпня 2002    | ITF Ребек, Бельгія            | Ґрунт      | Джеслін Г'юїтт    | Леслі Буткевіч Тессі ван де Вен    | 3–6, 6–3, 6–4 |
| Перемога  | 4.   | 3 листопада 2002 | ITF Стокгольм, Швеція         | Тверде (i) | Марта Домаховська | Єнні Лов Сюзанне ван Гартінґсвелдт | 6–1, 6–1      |
| Поразка   | 5.   | 21 січня 2003    | ITF Галл, Велика Британія     | Тверде (i) | Борка Майсторович | Ірина Буликіна Галина Воскобоєва   | 6–4, 6–7, 3–6 |
| Перемога  | 6.   | 2 лютого 2003    | ITF Тіптон, Велика Британія   | Тверде (i) | Ліана Унгур       | Зузана Черна Івета Герлова         | 6–3, 6–2      |
| Перемога  | 7.   | 18 травня 2003   | ITF Казале-Монферрато, Італія | Ґрунт      | Ліенн Бейкер      | Йоланда Менс Штефані Вайс          | 6–3, 6–4      |
| Перемога  | 8.   | 11 серпня 2003   | ITF Коксейде, Бельгія         | Ґрунт      | Кірстен Фліпкенс  | Зузана Черна Владіміра Угліржова   | 6–2, 6–4      |
| Поразка   | 9.   | 2 березня 2004   | ITF Бухен, Німеччина          | Тверде (i) | Кароліне Мас      | Луціє Градецька Ева Грдінова       | 1–6, 4–6      |
| Перемога  | 10.  | 29 березня 2004  | ITF Наполі, Італія            | Ґрунт      | Менді Мінелла     | Мішелль Герардс Маріель Гоґланд    | 6–1, 6–0      |